# 萩原佐代子
萩原佐代子（日语：／ Hagiwara Sayoko，1962年12月1日—）是日本东京都出身女演员。日本大学经济学部毕业。本名：野野宮佐代子（日语：野々宮佐代子）。于1980年间出演了演艺人生中的第一部作品，科幻特摄片《爱迪·奥特曼》，饰演UGM女队员星凉子/奥特公主尤利安·奥特曼。後於1983年在《科學戰隊炸藥人》飾演立花麗/炸藥粉紅。
在一段时间内，以萩原相坂子（萩原 さよ子）的名义活动。其爱好、拿手的技能是日本舞蹈、钢琴、以及睡眠。

## 关联项目
- 河崎实
- 长谷川初范